# باشگاه فوتبال ینگی‌یر
باشگاه فوتبال ینگی‌یر یک باشگاه فوتبال ازبکستانی است که در ینگی‌یر، استان سیرداریو واقع شده است.